# هرمسدورف (برلین)
هرمسدورف (به آلمانی: Berlin-Hermsdorf) یک منطقهٔ مسکونی در آلمان است که در Reinickendorf واقع شده‌است. هرمسدورف ۱۶٬۵۰۳ نفر جمعیت دارد.